# مارتن فورد
مارتن فورد (به انگلیسی: Martyn Forde) (زادهٔ ۲۸ ژوئن ۱۹۸۵) شناگر اهل باربادوس است.